# Постнікова Вікторія Валентинівна
Вікто́рія Валенти́нівна По́стнікова (нар. 12 січня 1944) — російська піаністка.
Народилася в Москві. Вчилася в Центральної музичній школі, потім - в Московській консерваторії в класі Якова Флієра. Ще будучи студенткою, Постнікова 1965 року брала участь Конкурсі піаністів імені Шопена в Варшаві, а в 1968 перемогла на конкурсі Віани так Мота в Лісабоні (перша премія була поділена з Фархадом Бадалбейлі). В 1970 Постнікова зайняла третє місце на четвертому Міжнародному конкурсі імені Чайковського (разом з Артуром Морейра-Лімою), поклавши початок своїй міжнародній концертній кар'єрі.
Репертуар Постнікової дуже широкий і включає в себе твори від Й. С. Баха до Шнітке. Серед її записів - повне зібрання фортепіанних творів Глінки, Чайковського, Яначека, фортепіанні концерти Шопена, Брамса та Прокоф'єва. Постнікова часто виступає в дуеті зі своїм чоловіком, Геннадієм Рождественським, і з оркестром під його керуванням. 